# Левкиппиды
Левкиппиды (др.-греч. Λευκιππίδες) — дочери правителя Мессении Левкиппа в греческой мифологии. 
У Левкиппа было три дочери: Феба, Гилайера и Арсиноя. Феба и Гилайера (в «Киприях» их отцом назван Аполлон) наиболее известны в связи со следующим мифологическим сюжетом, который часто встречался в античной литературе: Левкипп решил отдать их в жёны сыновьям Афарея, Идасу и Линкею соответственно, но, пленившись красотой девушек, их похитили и женились двоюродные братья Афаретидов — близнецы Диоскуры, Кастор и Полидевк. Жёны родили им сыновей. В последующей борьбе между четырьмя братьями выжил лишь Полидевк.

## Культ
Диоскуров и связанных персонажей мифа особенно почитали на их предполагаемой родине — Спарте, где они стали объектами культа героев Разыгрывание мифа было частью обряда посвящения спартанских девочек перед их свадьбой, что изображено на нескольких краснофигурных вазах V—IV веков до н. э.
Павсаний сообщил, что в Спарте был храм Диониса-Колонатского, название которого отсылало к легенде о том, что дорогу в Спарту ему указал герой Колон. Женщины, называемые Дионисиадами и Левкиппиадами, приносили жертвы герою раньше, чем Дионису. У Гилаиры и Фебы был там и свой храм, так как считали, что им вместе с мужьями Зевс даровал полубожественный статус. Их жрицами были молодые девушки, тоже называвшиеся Левкиппидами. В храме находились их статуи, одну из которых подновила жрица, заменив ей архаическое лицо (вторую статую ей запретил трогать сон). Также там с потолка на лентах свешивалось яйцо, которое, по преданию, родила Леда. Спартанский культ Левкиппид мог быть наследием более старого культа. Ещё во II веке существовали жрецы Левкиппид и Тиндарея.

## В изобразительном искусстве
Похищение Левкиппид отражали в изобразительном искусстве Древней Греции и с Возрождения. В храме Диоскуров в Аргосе находились сделанные из чёрного (эбенового) дерева их статуи, их жён и сыновей работы Дипена и Скиллида начала VI века до н. э.. Похищение дочерей Левкиппа среди прочих изображений было на знаменитом в древности троне Аполлона в Амиклах, а также на медном рельефе в храме Афины Полиухос (Градопокровительницы) в Спарте.